# Glypta breviterebra
Glypta breviterebra là một loài tò vò trong họ Ichneumonidae.